# Atmosphärische Blockierung

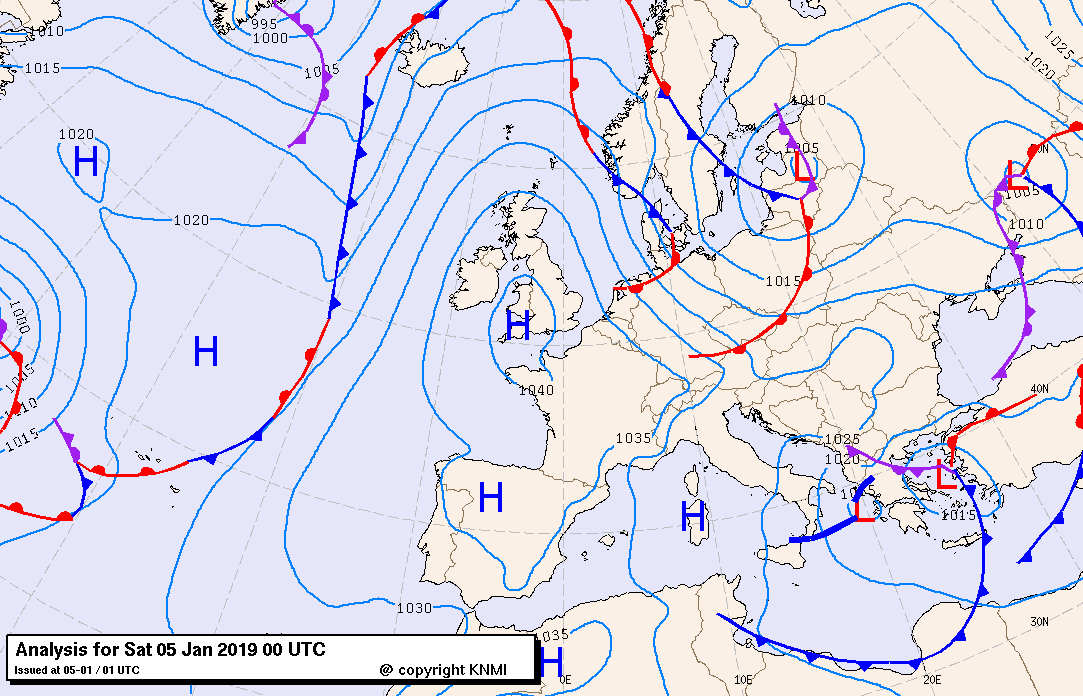
Blockierendes Hoch über den Britischen Inseln im Januar 2019

Bei einer atmosphärischen Blockierung (englisch blocking action)  handelt es sich um die Blockierung der Westwinddrift durch ein nahezu ortsfestes, bis in große Höhen reichendes, warmes Hochdruckgebiet, das als blockierendes Hoch bezeichnet wird.
Ein blockierendes Hoch entsteht in mittleren Breiten der Nordhalbkugel aus einem nach Norden vorgeschobenen Keil des subtropischen Hochdruckgürtels. Durch die Blockierung zweigt sich die zonale Strömung in mehrere Äste mit meridionalen Komponenten auf. Die umgebenden Tiefdruckgebiete werden so nicht mehr nach Osten verlagert. Deren Zugbahn führt nun um das Höhenhoch herum, wenn die Westwinddrift nicht gänzlich zum Erliegen kommt. Sie werden nach Norden abgedrängt oder zerfallen am Westrand des Hochs.
Wegen ihrer langen Lebensdauer bestimmen blockierende Hochs die Großwetterlage eines Gebiets oft für ein bis zwei Wochen oder länger. Bevorzugte Gebiete für die Ausbildung solcher Blockierungen befinden sich vor den Westküsten Europas und Nordamerikas. Am häufigsten bilden sich hier Blockierungen im Spätwinter und Frühling, am seltensten ist mit solchen Wetterlagen im Spätsommer zu rechnen.
Die Omegalage ist eine besondere Form einer atmosphärischen Blockierung. Hierbei wird ein Hoch westlich und östlich von Tiefs flankiert, die ebenfalls blockiert sind. Der Verlauf der Höhenströmung ähnelt dabei dem griechischen Buchstaben Ω.
Ein Maß für Blockierungen auf der Nordhalbkugel ist beispielsweise der Blocking-Index nach Lejenas und Okland (1983), variiert von Tibaldi und Molteni (1990). Hierfür wird in einer Zone um 60° N geographische Breite  der 500-hPa-Geopotentialhöhen-Gradient (GHG) als normierte Differenz zu 80° N und zu 40° N gemessen. Der Index spricht für eine Blockade, wenn der Gradient nach Norden positiv ist, der nach Süden unter −10 m Druckflächenabweichung je Grad liegt. Derart wird die Nordverschiebung eines Hochs in der Westwindzone dargestellt. Daneben gibt es etliche andere Ansätze zur Quantifizierung der Blockade.
|  | Der Blocking-Index nach Tibaldi/Molteni – hier als Hovmöller-Diagramm des gleitenden 5-Tages-Mittels, aufgetragen über die Zeitachse (von oben nach unten) und die geographische Länge (von links nach rechts), farbcodiert die Intensität der Werte – zeigt typische Episoden von Blockaden. Charakteristisch ist das mehrtägige Verweilen auf gleicher Länge, was die abgerissene Westwinddrift darstellt, teils sogar leichte Drift nach Westen, ein Überschlagen der Jetstream-Oszillation mit Nordostströmungen (Grafik des NOAA-NWS Climate Prediction Center). Dieses Diagramm zeigt in vier Monaten (1. Dezember 2009 – 1. März 2010) mehrere blockierende Hochs jeweils über dem Nordatlantik und dem Nordpazifik, mit Eindringen polarer Kaltluft an deren Ostseite (sowie mehreren Kältewellen in Europa). |